# Folegandros
Folegandros (grec: Φολέγανδρος, Folègandros) és una illa grega que pertany al grup de les Cíclades; està situada entre Melos i Sícinos. Té una superfície de 32 km² i una població d'uns 700 habitants.
La capital de l'illa, Folegandros o Khora (grec: Χώρα, 'capital'), està situada dalt d'una línia de penya-segats, i es troba a uns tres quilòmetres del port de Karavostasis. Altres poblacions de l'illa són Ano Merià, al nord, i Angali, a la costa oest, situada en un istme que separa l'illa en dues meitats iguals.
A l'antiguitat, Folegandros constituïa una polis, el nucli urbà de la qual se situava a llevant de l'actual Khora. Era una de les Cíclades de parla dòrica, i el seu dialecte, de tipus cnidi, era compartit per Ànafe i Astipalea.
Segons el mite (conegut gràcies a Estèfan de Bizanci), el seu nom deriva d'un fill de Minos. El poeta Arat li concedeix l'epítet de fèrria, per l'aspresa del seu paisatge, però, en realitat, era fèrtil i ben conrada. La descriuen també Estrabó i Claudi Ptolemeu.
A l'edat mitjana, el nom de Folegandros esdevengué Polýkantro (grec: Πολύκαντρο). El venecià Marc I Sanudo la va ocupar l'any 1207 i va formar part part del ducat de Naxos fins a l'any 1566, quan la van conquerir els otomans. Els grecs la van recuperar a començament del segle xix durant la Guerra d'independència de Grècia. Amb l'annexió de l'illa al nou estat grec, es recuperà de manera oficial el nom antic de Folegandros en detriment de Polykantro. Durant el segle xx es va utilitzar com a lloc d'exili dels presos polítics.

## Galeria d'imatges

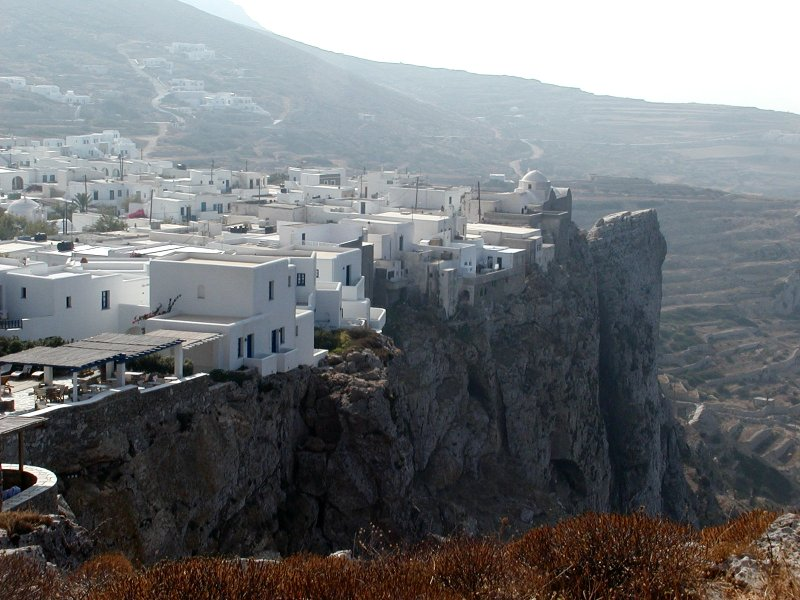
Els penyasegats de Folégandros
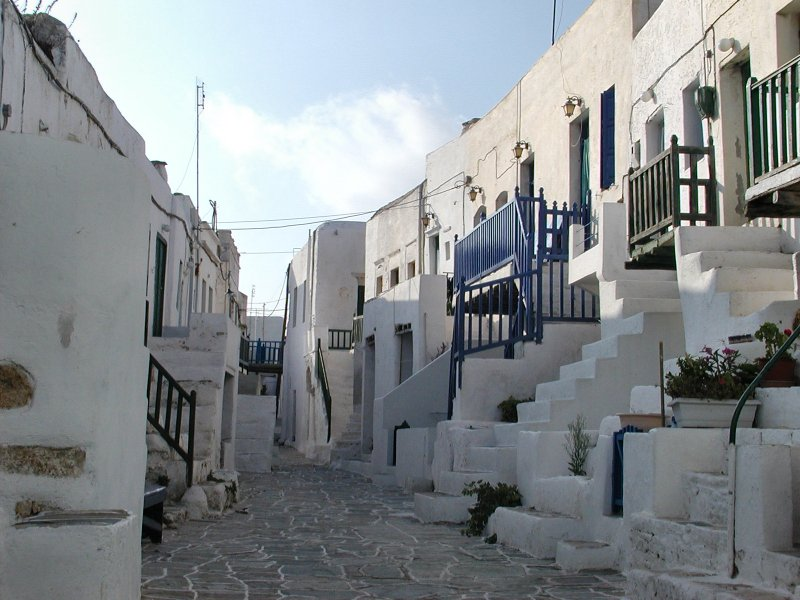
Els carrers del poble
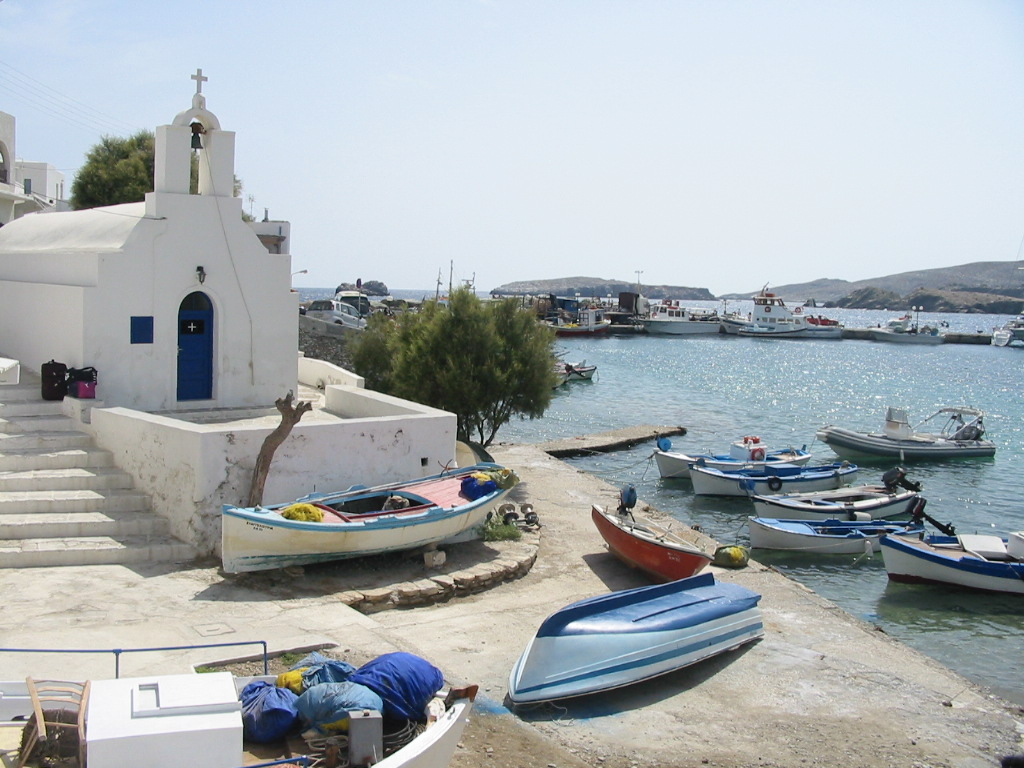
El port